# Charles John Beckwith
John Charles Beckwith (Halifax, 2 ottobre 1789 – Torre Pellice, 19 luglio 1862) è stato un generale britannico, benefattore ed evangelizzatore presso la popolazione valdese in Italia.

## Biografia

### Giovinezza
Nasce in Canada da una famiglia inglese colà trasferitasi. Il padre è infatti divenuto, per conto della Corona, governatore della provincia britannica della Nuova Scozia. La lunga tradizione militare dei suoi avi (il nonno, George, era arrivato al grado di generale) entra nelle vene al ragazzo, che appena quattordicenne decide di tornare nella terra dei padri, per arruolarsi nell'esercito. 

### Carriera militare
Nelle forze armate si fa subito notare dal Duca di Wellington, comandante del suo reggimento, per le spiccate doti caratteriali e morali, che gli permettono di avanzare di grado: presto fu nominato tenente colonnello (la promozione a generale arriverà nel 1846, quando la sua carriera militare sarà già conclusa da anni). Fervente antinapoleonico, contro le truppe dell'imperatore francese combatte valorosamente nella Guerra di Spagna, fermandosi poi dopo la battaglia di Waterloo: nel corso del celeberrimo scontro, infatti, una ferita provocata da una cannonata gli costò l'amputazione della gamba sinistra e l'addio alla divisa.

### La scoperta del Valdismo
Nell'estate del 1827 legge, quasi per caso, il volume di William Stephen Gilly sui valdesi, "Resoconto di una gita fatta nelle montagne del Piemonte nell'anno 1823 e ricerche sui valdesi o abitanti protestanti della Alpi Cozie", e ne resta colpito ed incuriosito al punto da volersi recare in visita presso i luoghi ove vivono le comunità descritte nel libro. L'inverno dello stesso anno lo vede scendere in Val Pellice, conoscere le popolazioni che abitano quelle terre, e decidere di farne la propria ragione di vita: da qui in avanti, Beckwith trascorrerà sempre molti mesi all'anno fra i monti dei valdesi, fino a stabilircisi (1850) in via permanente e definitiva.

### Morte
Muore nella sua città adottiva, Torre Pellice, il 19 luglio 1862. Pochi mesi più tardi sua moglie, Carolina Volle Beckwith, darà alla luce la sua unica figlia, Charlotte.

## Opere

### L'impegno per l'istruzione
"Il Generale con la gamba di legno", come verrà chiamato affettuosamente dalle genti del luogo, inizia subito a profondere le sue fortune economiche nel miglioramento delle loro condizioni di vita, constatatane la profonda indigenza. Il suo primo impegno è rivolto alle scuole, già molto numerose ma bisognose di interventi: acquistò edifici adeguati ed attrezzature all'altezza, promosse la formazione degli insegnanti migliorandone anche il trattamento economico, contribuì alla costruzione della Scuola Latina di Pomaretto, del Collegio Valdese e della Scuola Superiore Femminile di Torre Pellice. Gli edifici scolastici da lui promossi ammontarono ad un totale di 170, ancor oggi chiamati "scuole Beckwith" (e alcune delle quali nel frattempo trasformatesi in musei). Per questi meriti, Carlo Alberto di Savoia lo nominerà, nel 1848, cavaliere.

### L'impegno per il culto
Ritenendo inadeguati, per condizioni e dimensioni, anche i templi in cui i valdesi celebravano le proprie funzioni, Beckwith decide di dare impulso alla costruzione di luoghi nuovi: ecco così sorgere i templi di Torre Pellice, di Rorà, di Rodoretto e soprattutto di Torino. La valenza, anche simbolica, dell'edificio costruito presso il capoluogo, è grande: l'assenso dato da Vittorio Emanuele II trova la forte opposizione della Chiesa cattolica, la quale però non riesce ad impedire l'inizio dei lavori, nel 1851. Il Tempio Valdese di Torino viene inaugurato il 15 dicembre 1853. L'interesse di Beckwith per il culto valdese non si limitò solamente all'edificazione di luoghi di culto: egli propose alcune modifiche rispetto all'organizzazione presbiteriana vigente, che andassero in direzione del suo Anglicanesimo. Ma tali proposte non vennero accettate, con suo rammarico.

### L'impegno su altri fronti
Altra parte dei fondi messi a disposizione dal generale furono utilizzati per la costruzione del Pensionnat, degli edifici per gli insegnanti, di altre case di civile abitazione, tutte a Torre Pellice. Investì nell'Ospedale Valdese dello stesso comune, specie in ambito organizzativo. Contribuì alla fondazione di una casa editrice, la Claudiana, per la pubblicazione delle opere di trattazione valdesiana. Cercò infine, con successo, di persuadere i valligiani che la svolta storica più prossima sarebbe stata l'indipendenza dell'Italia, orientandoli pertanto ad un sempre maggiore uso della lingua italiana a discapito di quella francese. Promulgò infine la diffusione del Valdismo a Torino, Genova, Firenze e più in generale nei viaggi compiuti con la moglie negli ultimi anni di vita.

## Omaggi
La Val Pellice e la Val d'Angrogna, terre dove principalmente si svolse l'opera di Beckwith, pullulano di omaggi alla sua memoria. A lui sono oggi intitolate strade in ogni comune (come la via principale di Torre Pellice), edifici di pubblica utilità (come la Casa Beckwith della Foresteria valdese), le suddette scuole, e perfino l'emittente radiofonica locale Radio Beckwith.